# گاسپار گالوز
گاسپار گالوز (انگلیسی: Gaspar Gálvez؛ زادهٔ ۷ ژوئیهٔ ۱۹۷۹) بازیکن فوتبال اهل اسپانیا است.
از باشگاه‌هایی که در آن بازی کرده‌است می‌توان به باشگاه فوتبال دپورتیوو آلاوس، باشگاه فوتبال اتلتیکو مادرید، باشگاه فوتبال میراندس، باشگاه فوتبال اوئسکا، باشگاه فوتبال رئال وایادولید، باشگاه فوتبال رئال اویدو، باشگاه فوتبال آلباسته بالومپیه، باشگاه فوتبال کوردوبا، و باشگاه فوتبال اتلتیکو مادرید بی اشاره کرد.
وی همچنین در تیم‌های ملی فوتبال زیر ۱۸ سال اسپانیا و زیر ۲۱ سال اسپانیا بازی کرده‌است.